# Haus Große Brüdergasse 1

Erker des Hauses Große Brüdergasse 1 in Dresden

Das Haus Große Brüdergasse 1, gelegen an der Ecke Schloßstraße, war ein vermutlich im 13. Jahrhundert erbautes Wohnhaus in Dresden. 1929 wurde das „bedeutende Bürgerhaus, das eine siebenhundertjährige Geschichte gehabt hatte“ abgebrochen. An seiner Stelle entstand der Neubau des Kaufhauses Alsberg.
Laut Henning Prinz stammt die älteste nachgewiesene Bausubstanz des Eckhauses Große Brüdergasse 1 aus dem Mitte des 13. Jahrhunderts, womit möglicherweise ein zweigeschossiges, steinernes Haus im Stil der Romanik vorhanden war. Ende des 15. Jahrhunderts oder Anfang des 16. Jahrhunderts erfolgte ein Umbau, dabei entstanden die spätgotischen Fenstergewände des nunmehr dreistöckigen Hauses. In der zweiten Hälfte des 16. Jahrhunderts wurde ein drittes Obergeschoss mit Renaissancegiebeln hinzugefügt. Der Erker selbst, eine Zutat um 1650/60 wirkte Henning Prinz zufolge „wie ein kostbares Diadem.“
Laut Cornelius Gurlitt hatte das Haus einen zweigeschossigen Erker. Dieser stützte sich auf zwei Konsolen und einen breiten Tragstein, der sich zwischen diesen beiden Konsolen befand. Im ersten Obergeschoss des Erkers befanden sich fein kannelierte korinthische Dreiviertel-Säulen. Zwischen diesen befand sich ein Bogen mit Zwickeln in reichem Flachornament. Auf der Brüstung im zweiten Obergeschoss des Erkers war eine reiche Barock-Kartusche angebracht, an den Ecken der Postamente befanden sich Fruchtgehänge. Darüber erhoben sich gewundene korinthische Dreiviertel-Säulen. Weinranken strebten an diesen Säulen empor; ebenso auf den Zickeln. Die Arbeit soll laut Gurlitt um 1650 entstanden sein, ähnlich wie der Erker am Haus Wilsdruffer Straße 14.